# Посад (Роменський район)
Поса́д — село в Україні, Сумській області, Роменському районі. Населення становить 401 особу[джерело?]. Входить до складу Роменської міської громади. До 2020 орган місцевого самоврядування — Великобубнівська сільська рада.

## Географія
Село Посад розташоване на правому березі річки Ромен, вище за течією на відстані 2.5 км — село Липове (Чернігівська область), нижче за течією на відстані 1 км розташоване село Великі Бубни, на протилежному березі — село Ведмеже.
По селу тече струмок, що пересихає.

## Історія
Село постраждало внаслідок геноциду українського народу, проведеного урядом СРСР 1923—1933 та 1946—1947 роках.
12 червня 2020 року, відповідно до розпорядження Кабінету Міністрів України № 723-р «Про визначення адміністративних центрів та затвердження територій територіальних громад Сумської області», село увійшло до складу Роменської міської громади.
19 липня 2020 року, в результаті адміністративно-територіальної реформи та ліквідації Роменського району(1930—2020), увійшло до складу новоутвореного Роменського району.

## Політика

### Парламентські вибори, 2019
На позачергових парламентських виборах 2019 року у селі функціонувала окрема виборча дільниця № 590489, розташована у приміщенні об’єкту дозвіллевої роботи.
Результати
- зареєстрований 181 виборець, явка 61,33%, найбільше голосів віддано за «Слугу народу» — 53,15%, за Всеукраїнське об'єднання «Батьківщина» — 14,41%, за Радикальну партію Олега Ляшка — 9,01%[3]. В одномандатному окрузі найбільше голосів отримав Максим Гузенко (Слуга народу) — 42,59%, за Віктора Ладуху (Всеукраїнське об'єднання «Батьківщина») — 18,52%, за Анатолія Кобзаренка (самовисування) і Анатолія Свирида (самовисування) — по 7,41%[4].

## Соціальна сфера
- Будинок культури.

## Пам'ятки
- Городище, поселення (VII—III ст. до н. е., IX—XIII ст., XVII ст.);
- Братська могила радянських військовополонених та жертв нацизму[d];
- Могила Я. Я. Горлова[d] — радянського воїна;

## Відомі люди

### Відомі уродженці
- Нечитайло Володимир Андрійович (нар. 1937) — український ботанік, кандидат біологічних наук, доцент біологічного факультету Київського національного університету.
- Горова (Спинка) Олександра Григорівна (1923 - 1999) — Заслужена артистка України, солістка Національного заслуженого академічного українського народного хору України імені Григорія Верьовки.